# Eleições para Prefeito da Grande Londres em 2016
As eleições para Prefeito da Grande Londres em 2016 foram realizadas a 5 de Maio, no mesmo dia das eleições para a Assembleia de Londres.
O vencedor das eleições foi Sadiq Khan, do Partido Trabalhista.

## Resultados
| Partido                 | Partido                 | Candidato               | 1ª Volta  | 1ª Volta      | 2ª Volta  | 2ª Volta  | Total         | Total |
| Partido                 | Partido                 | Candidato               | Votos     | %             | Votos     | Votos     | %             |       |
| ----------------------- | ----------------------- | ----------------------- | --------- | ------------- | --------- | --------- | ------------- | ----- |
|                         | Trabalhista             | Sadiq Khan              | 1 148 716 | 44,2 / 100,0  | 161 427   | 1 310 143 | 56,8 / 100,0  |       |
|                         | Conservador             | Zac Goldsmith           | 909 755   | 35,0 / 100,0  | 84 859    | 994 614   | 43,2 / 100,0  |       |
|                         | Verde                   | Siân Berry              | 150 673   | 5,8 / 100,0   |           |           |               |       |
|                         | Liberal Democratas      | Caroline Pidgeon        | 120 005   | 4,6 / 100,0   |           |           |               |       |
|                         | UKIP                    | Peter Whittle           | 94 373    | 3,6 / 100,0   |           |           |               |       |
|                         | Igualdade das Mulheres  | Sophie Walker           | 53 055    | 2,0 / 100,0   |           |           |               |       |
|                         | Respeito                | George Galloway         | 37 007    | 1,4 / 100,0   |           |           |               |       |
|                         | Grã-Bretanha Primeiro   | Paul Golding            | 31 372    | 1,2 / 100,0   |           |           |               |       |
|                         | CISTA                   | Lee Harris              | 20 537    | 0,8 / 100,0   |           |           |               |       |
|                         | BNP                     | David Furness           | 13 325    | 0,5 / 100,0   |           |           |               |       |
|                         | Independente            | Prince Zylinski         | 13 202    | 0,5 / 100,0   |           |           |               |       |
|                         | Um Amor                 | Ankit Love              | 4 941     | 0,2 / 100,0   |           |           |               |       |
| Votos Inválidos         | Votos Inválidos         | Votos Inválidos         | 49 871    | 1,9 / 100,0   | 384 243   | 384 243   | 14,5 / 100,0  |       |
| Total                   | Total                   | Total                   | 2 646 832 | 100,0 / 100,0 | 2 646 832 | 2 646 832 | 100,0 / 100,0 |       |
| Eleitorado/Participação | Eleitorado/Participação | Eleitorado/Participação | 5 739 011 | 45,3          | 5 739 011 | 5 739 011 | 45,3          |       |
| Fonte                   | Fonte                   | Fonte                   | [ 2 ]     | [ 2 ]         | [ 2 ]     | [ 2 ]     | [ 2 ]         |       |